# Gare d’Héricourt
Gare d’Héricourt – stacja kolejowa w Héricourt, w departamencie Górna Saona, w regionie Burgundia-Franche-Comté, we Francji.
Została otwarta w 1858 przez Compagnie des chemins de fer de l’Est. Jest stacją Société nationale des chemins de fer français (SNCF) obsługiwaną przez pociągi TER Franche-Comté